# Arundhati Bhattacharya

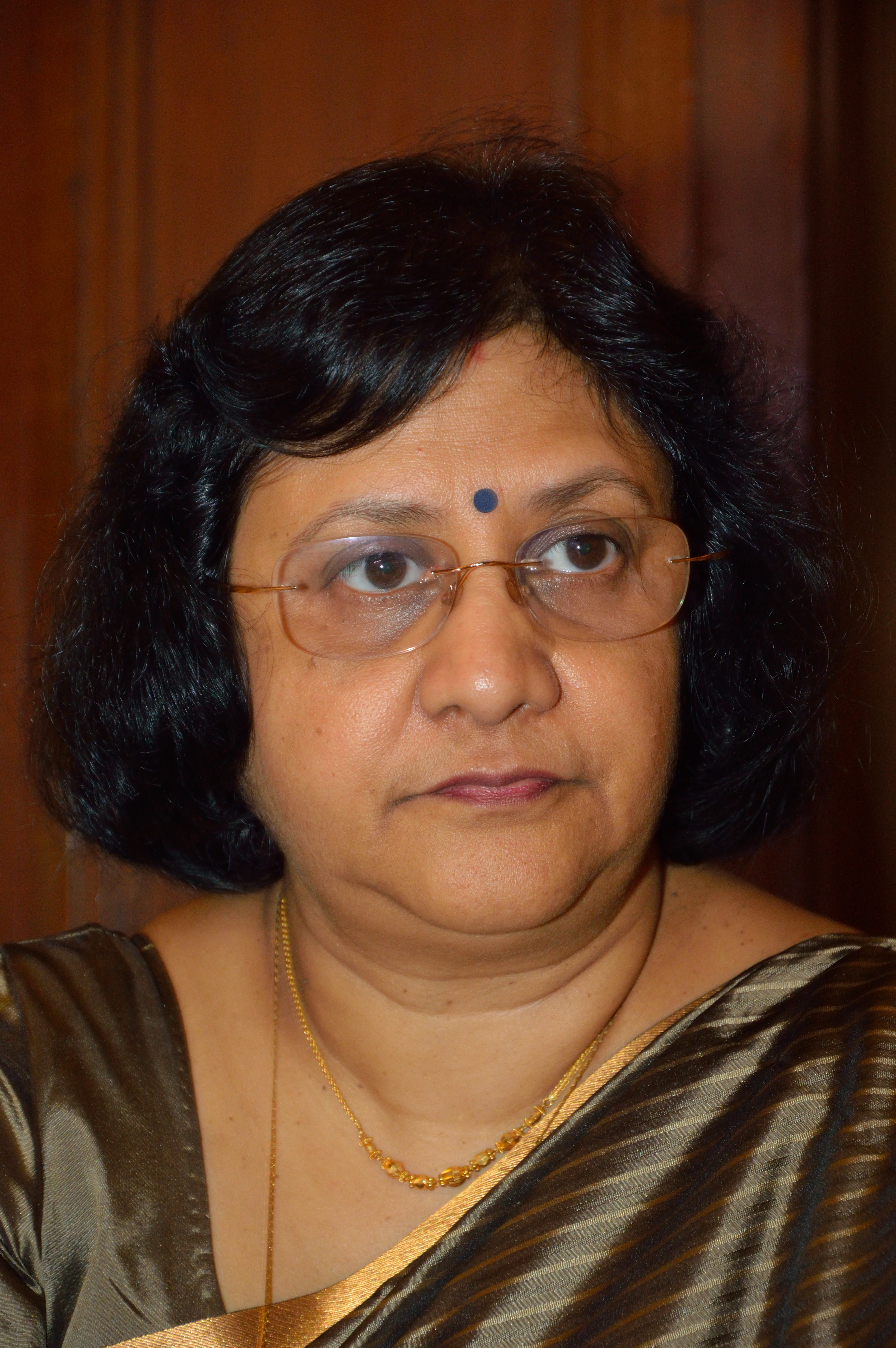
Arundhati Bhattacharya (2014)

Arundhati Bhattacharya ⓘ (geboren  18. März 1956 in Kalkutta) ist eine ehemalige indische Bankmanagerin und seit 2020 CEO von Salesforce India.

## Leben
Arundhati Bhattacharya stammt aus der indischen Oberschichtenkaste der Brahmanen. Sie wuchs in Bhilai auf, wo ihr Vater als Manager bei Bhilai Steel Plant arbeitete. Nach dem Besuch der St. Xavier’s School in Bokaro studierte sie englische Literatur an der Jadavpur University in Kalkutta. Da sie für das Medizinstudium nicht zugelassen wurde, legte sie 1975 eine Aufnahmeprüfung bei einer Bank ab und begann 1977 als probationary officer bei der State Bank of India (SBI). Während ihrer Karriere arbeitete sie bei der SBI in unterschiedlichen Funktionen und an verschiedenen Einsatzorten, u. a. auch in New York City. 2005 übernahm Bhattacharya die Führung der Regionalorganisation von SBI im Bundesstaat Uttar Pradesh in Lakhnau.
Im Oktober 2013 wurde Bhattacharya – in Nachfolge von Pratip Chaudhuri – von der indischen Regierung für drei Jahre zur Vorständin der Staatsbank bestellt, in der Unternehmensgeschichte ist es das erste Mal, dass diese Funktion nur für eine begrenzte Zeit besetzt wird. In dem Unternehmen sind über 200.000 Angestellte in über 15.000 Niederlassungen beschäftigt. Die Bankorganisation und das Bankmanagement werden von Bhattacharya als „verschlafen“ charakterisiert, die Kundenorientierung sei wenig ausgebildet und das Geschäftsgebaren in den Regionen wird von ihr als verfilzt kritisiert.
Aus der Sichtweise ihrer eigenen Erfahrung mit der Doppelbelastung als Bankmanagerin, Ehefrau eines IT-Ingenieurs und Mutter einer Anfang der 1990er Jahre geborenen Tochter, hat sie in der State Bank of India eine Sabbatical-Regelung für Frauen eingeführt; sie sieht allerdings deren Grenzen, wenn es in einer Wettbewerbssituation um Karrieresprünge gehe.
Nach ihrer Ernennung wurde Bhattacharya 2014 in der Liste The World’s 100 Most Powerful Women des Forbes Magazines geführt.